# Hedwig Conrad-Martius
Hedwig Conrad-Martius (født 27. februar 1888 i Berlin, død 15. februar 1966 i Starnberg) var en tysk fænomenologisk filosof.

## Liv
Hedwig Conrad-Martius var datter af Friedrich Martius, professor i medicin, og Martha Martius. Hendes far var direktør for Rostocks universitetsklinik og grundlagde den moderne konstitutionsforskning. Efter hun færdiggjorde abitur under Helene Lange, der havde åbnet et realgymnasium i  Berlin for piger, påbegyndte Hedwig Martius et unversitetsstudiem som en af de første kvinder i Tyskland.
Hun studerede først litteratur og historie i Rostock og Freiburg, så fra 1909/10 filosofi i München under Moritz Geiger. I vintersemesteret 1911/12 skiftede hun til universitetet i Göttingen, hvor hun blev optaget i Edmund Husserls studiekreds. Hun fulgtes af Edith Stein og af Gerda Walther i Freiburg.
Efter kort tid blev hun formand for den nyligt grundlagte „Philosophischen Gesellschaft Göttingen“. Denne gruppe, der senere blev kaldt „München-Göttinger-Phänomenologenschule“, talte ud over Theodor Conrad, Winthrop Bell, Jean Hering, Fritz Kaufmann, Alexandre Koyré, Hans Lipps, Edith Stein, Dietrich von Hildebrand og Alfred von Sybel. Hun vandt en konkurrence i det filosofiske fakultet i Göttingen. Da hendes studentereksamen ikke omfattede græsk, kunne hun ikke få eksamen i Göttingen, derfor skiftede hun til München under Alexander Pfänder. En habilitation var umulig. 
I 1912 giftede hun sig med Theodor Conrad og tog med ham til hans hjemstavn Bergzabern, hvor de sammen drev en frugtplantage. Under Første Verdenskrig dannede der sig en lille gruppe omkring ægteparret, der orienterede sig filosofisk efter Adolf Reinach, og som sås regelmæssigt tilslutningen af 1920erne i deres hus (Bergzaberner Kreis). Edmund Husserl selv brød sig ikke meget om dette arbejde. Edith Steins interesse for katolicisme opstod under et af disse besøg. Trods hun var protestant, fik Conrad-Martius senere dispensation, så hun kunne blive Edith Steins gudmor.
Først 1937 tog parret til München.
Hendes videnskabelige aktivitet afbrudtes nu af et delvist forbud mod udgivelser, som nazisterne pålagde Conrad-Martius, på grund af en jødisk bedsteforælder, Martha Leonhard. 
Efter Anden Verdenskrig kunne Hedwig Conrad-Martius igen vende sig mod filosofien og blev i 1949 docent i naturfilosofi og i 1955 æresdoktor i München.
I 1958 modtog hun Großen Bundesverdienstkreuz.

## Filosofi

### Realontologi
Hedwig Conrad-Martius mente, at Husserls transcendentale fænomenologi (efter 1913) var idealisme, og ikke kom til rette med det reales fænomen. Derfor udviklede hun sin egen teori, som hun benævnte "ontologisk fænomenologi" eller "realontologi", offentliggjort i Jahrbuch für Philosophie und phänomenologische Forschung.
Hendes  Realontologie er også fundamentet under hendes senere studier i naturfilosofi, hendes kosmologi og for hendes undersøgelser af tid og rum.
Det grundlæggende synspunkt i hendes ontologiske fænomenologi: "I sansningen af de ting der viser sig (φαινόμενον – noget, der viser sig – fænomen) erkender vi dem. Værensproblemet behandler Hedwig Conrad-Martius i sit værk „Das Sein“ (Væren) såvel som i hendes „realontologi“.

### Rum og tid
Conrad-Martius udvikler sin beskrivelse af naturen i modsætning til hendes tids naturvidenskab, især fysikken, hvori hun indbefatter resultaterne af relativitetsteorien og kvantemekanikken. Hun skriver "Det krumme rum er ganske vist endeligt, men ubegrænset" og bestemmer det som analogi til det tredimensionale rum og den todimensionale kugleoverflade, der ikke er begrænset, men som er endelig. Derfor må også det tredimensionale ifølge hende tænkes som udvidet med en dimension.
Ifølge Conrad-Martius er der tre mulige relationer mellem tid og verden:
1. En uendelig tid, hvori verden er begyndt og hvormed verdens kan tænkes som uendelig og uden begyndelse. Dette svarede til den klassiske naturvidenskab.
2. En verden, hvori dens beståen i tiden har en begyndelse. Det er efter hendes mening Platons syspunkt i Timaios (37 C-E).
3. En „enddelig“ rumtid, der står og falder med en "endelig" verden. Dette svarer til den almene relativitetsteori. Også den firedimensionale rumtidslige forbindelse i Einsteins verden bliver i hans model beskrevet som en cylindrisk verden.

### Konsekvenser
Conrad-Martius slutter heraf, at også tiden kun kan blive endelig, hvis den ses som cyklisk og sammensluttet i sig selv, at en lineær tid løber i det i endelige. Som cyklisk tid forvandler den sig dog i en endelig, men ubegrænset tid.
I forskel til rummet bevæger tiden sig dog, dens væsen grunder sig i en værensfunderende bevægelse. Hvis den bevæger sig cyklisk, kan den løbe videre i en uendelig række af cykler.

## Værker
- Die erkenntnistheoretischen Grundlagen des Positivismus, Bergzabern 1920
- Metaphysische Gespräche, Halle 1921
- Realontologie, in: Jahrbuch für Philosophie und phänomenologische Forschung, 6 (1923), 159–333
- Zur Ontologie und Erscheinungslehre der realen Außenwelt. Verbunden mit einer Kritik positivistischer Theorien, in: Jahrbuch für Philosophie und phänomenologische Forschung 3 (1916)
- Die „Seele“ der Pflanze. Biologisch-ontologische Betrachtungen, Breslau 1934
- Abstammungslehre, München 1949 (Ursprünglich unter dem Titel „Ursprung und Aufbau des lebendigen Kosmos“ erschienen, Kosmos 1938)
- Der Selbstaufbau der Natur. Entelechien und Energien, Hamburg 1944
- Bios und Psyche, Hamburg 1949
- Das Lebendige, Die Endlichkeit der Welt, Der Mensch, Drei Dispute, München 1951
- Die Zeit, München 1954
- Utopien der Menschenzüchtung. Der Sozialdarwinismus und seine Folgen, München 1955
- Das Sein, München 1957
- Der Raum, München 1958
- Die Geistseele des Menschen, München 1960
- Schriften zur Philosophie I-III, im Einverständnis mit der Verfasserin herausgegeben von Eberhard Avé-Lallemant, München 1963-1965